# معدل القص

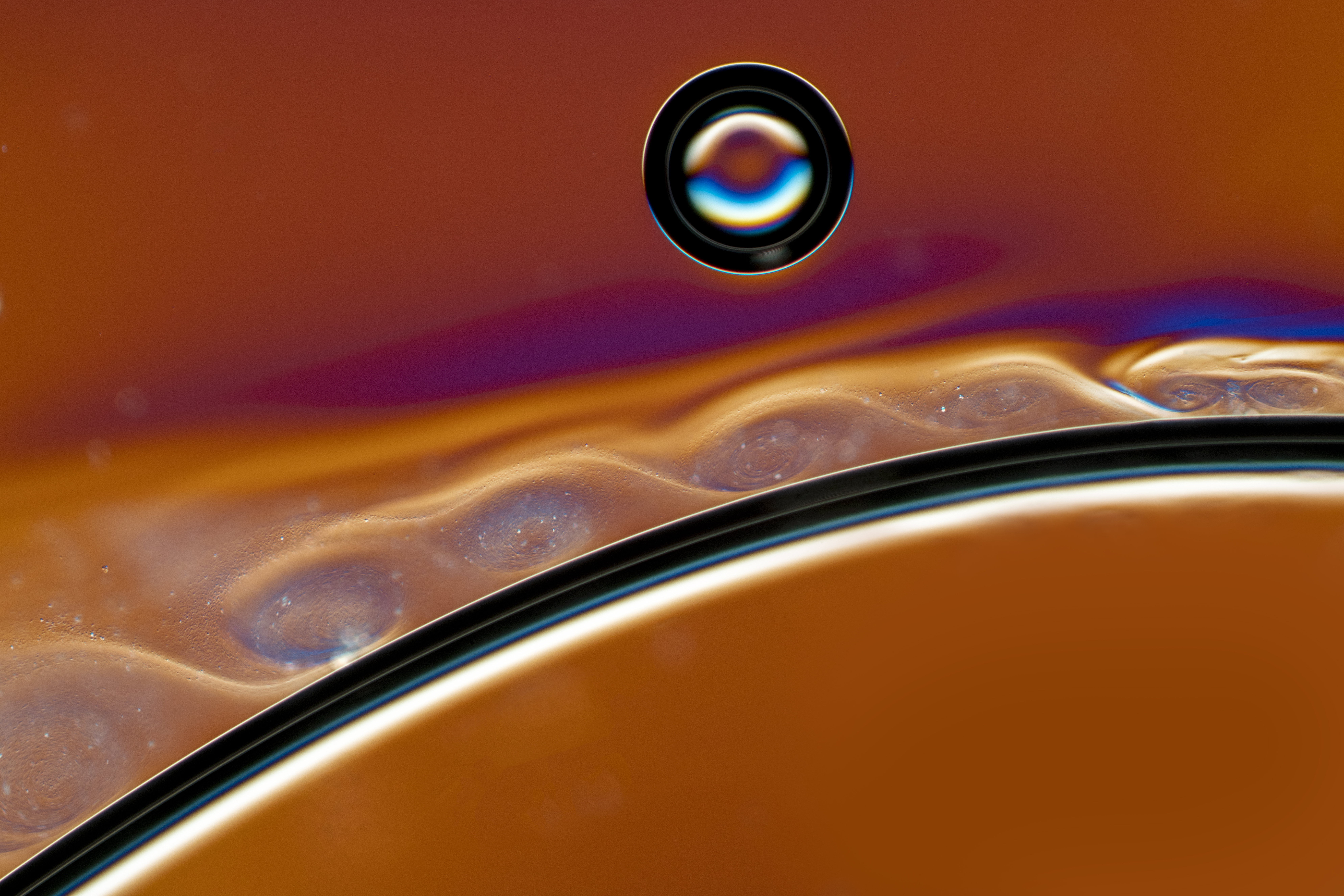
يتدفق السائل عبر حدود صلبة من اليمين إلى اليسار. أثناء قيامها بذلك، تتعرض للاحتكاك مع الحدود مما يؤدي إلى تطبيق إجهاد القص. وفقا لشرط عدم الانزلاق، فإن سرعة التدفق عند الحد تساوي الصفر، ولكن السرعة تزيد من 0 إلى v (v = سرعة المائع) عند ارتفاع ما فوق الحد. المنطقة الواقعة بين الحد وهذا الارتفاع تسمى الطبقة الحدودية وفي هذه الطبقة يمكننا أن نرى تكوين دوامات معاكسة الدوران في التدفق. التكبير × 100 تتشكل دوامات تدفق القص عندما يتم حقن الإيثانول في وسط جلسرين لزج من الجانب الأيمن، ويتدفق الإيثانول على طول الحدود الصلبة المقوسة لتجويف الهواء. (لاحظ أن تجويف الهواء الدائري الصغير ليس في مسار التدفق.

معدل القص هو معدل حدوث التشوه الناتج عن عملية القص نتيجة التأثير بقوة قص على الجسم.

## القص البسيط
معدل القص لمائع يسري بين سطحين متوازيين الأول يتحرك بسرعة ثابتة، والآخر متمركز في مكانه لا يتحرك يتم تعريفه بالآتي
{\displaystyle {\dot {\gamma }}={\frac {v}{h}},}
حيث
- {\displaystyle {\dot {\gamma }}} هو معدل القص، يُقاس بمقلوب الثانية;
- v هي سرعة السطح المتحرك، مقاسة بالمتر لكل ثانية ;
- h هي المسافة بين السطحين المتوازيين، مقاسة بالمتر.

أو:
{\displaystyle {\dot {\gamma }}_{ij}={\frac {\partial v_{i}}{\partial x_{j}}}+{\frac {\partial v_{j}}{\partial x_{i}}}.}
وفي حالة القص البسيط يكون معدل القص هو تدرج لسرعة سريان المائع، وفي النظام الدولي للوحدات، تكون وحدة معدل القص هي ث−1، أي ثانية مقلوبة.
ويتم تعيين معدل القص على الجدار الداخلي لانبوب يسري فيه مائع نيوتوني هو
{\displaystyle {\dot {\gamma }}={\frac {8v}{d}},}
حيث:
- {\displaystyle {\dot {\gamma }}} هو معدل القص، يُقاس بمقلوب الثانية;
- v سرعة سريان المائع;
- d قطر الأنبوب الداخلي.

والسرعة الخطية للمائع v مرتبطة بمعدل السريان الحجمي Q من خلال العلاقة الآتية
{\displaystyle v={\frac {Q}{A}},}
حيث أن A هي المساحة المقطعية للأنبوب والذي قطره الداخلي هو r ويُمكن حسابه من العلاقة التالية
{\displaystyle A=\pi r^{2},}
لينتج لنا
{\displaystyle v={\frac {Q}{\pi r^{2}}}.}
وبالتعويض في المعادلة السابقة في المعادلة الأولى لمعدل القص لمائع نيوتوني يسري خلال أنبوب مع المراعاة أن القطر هو ضعف نصف القطر "d = 2r:"
{\displaystyle {\dot {\gamma }}={\frac {8v}{d}}={\frac {8\left({\frac {Q}{\pi r^{2}}}\right)}{2r}},}
ويمكن تلخيصها في الشكل التالي للمعادلة التي نحسب من خلالها معدل القص على جدار بدلالة معدل السريان الحجمي ونصف القطر الداخلي للأنبوب
{\displaystyle {\dot {\gamma }}={\frac {4Q}{\pi r^{3}}}.}
ولجدار المائع النويتوني فإن إجهاد القص (w{\displaystyle \tau }) يمكن ربطه بمعدل القص من خلال المعادلة التالية {\displaystyle \tau } = {\displaystyle {\dot {\gamma }}}xμ حيث أن μ هي اللزوجة الحركية للمائع، وإذا كان المائع غير نيوتوني، سوف يكون هناك اختلاف في القوانين اعتمادًا على نوع المائع.